# Ontnieter

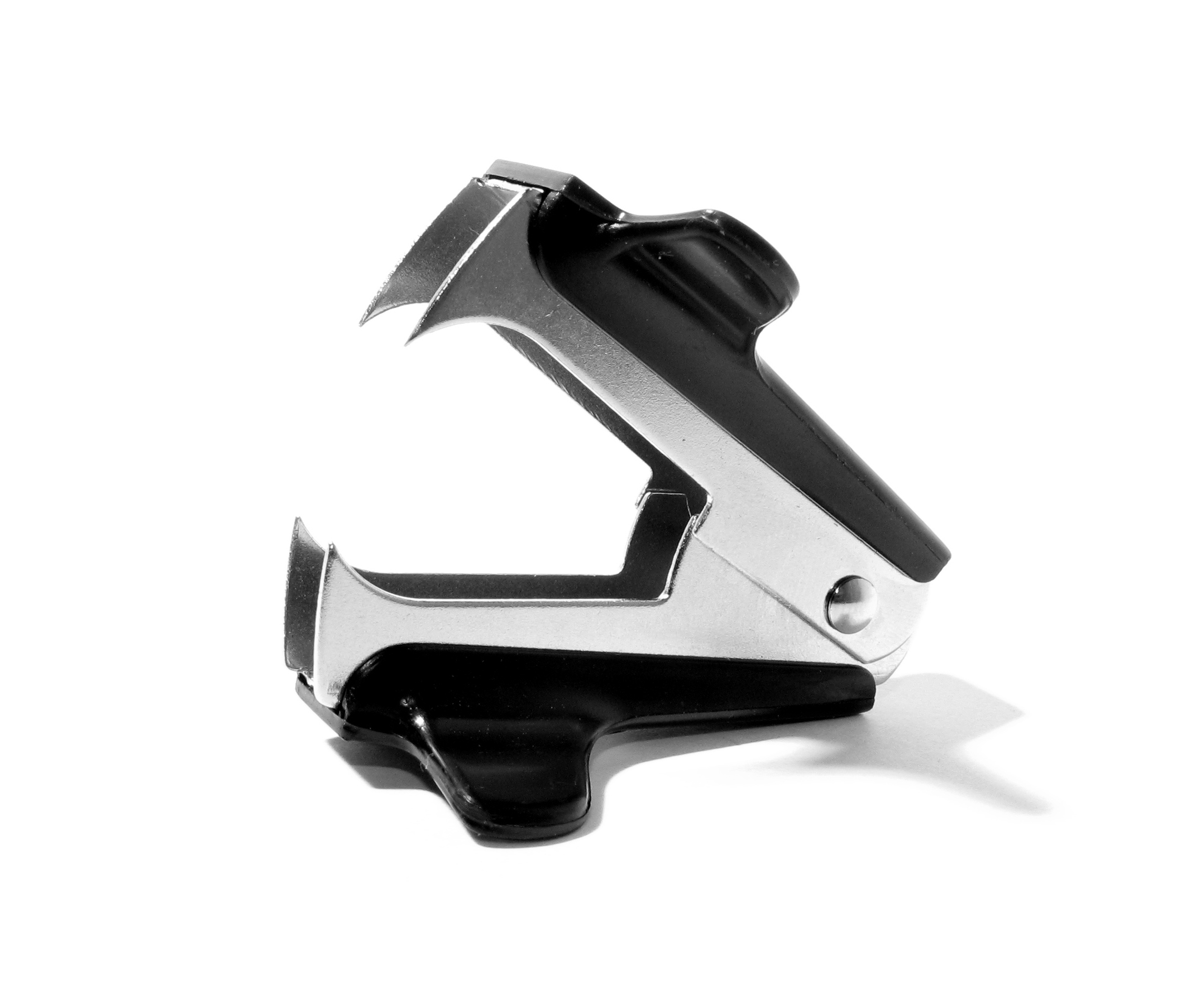

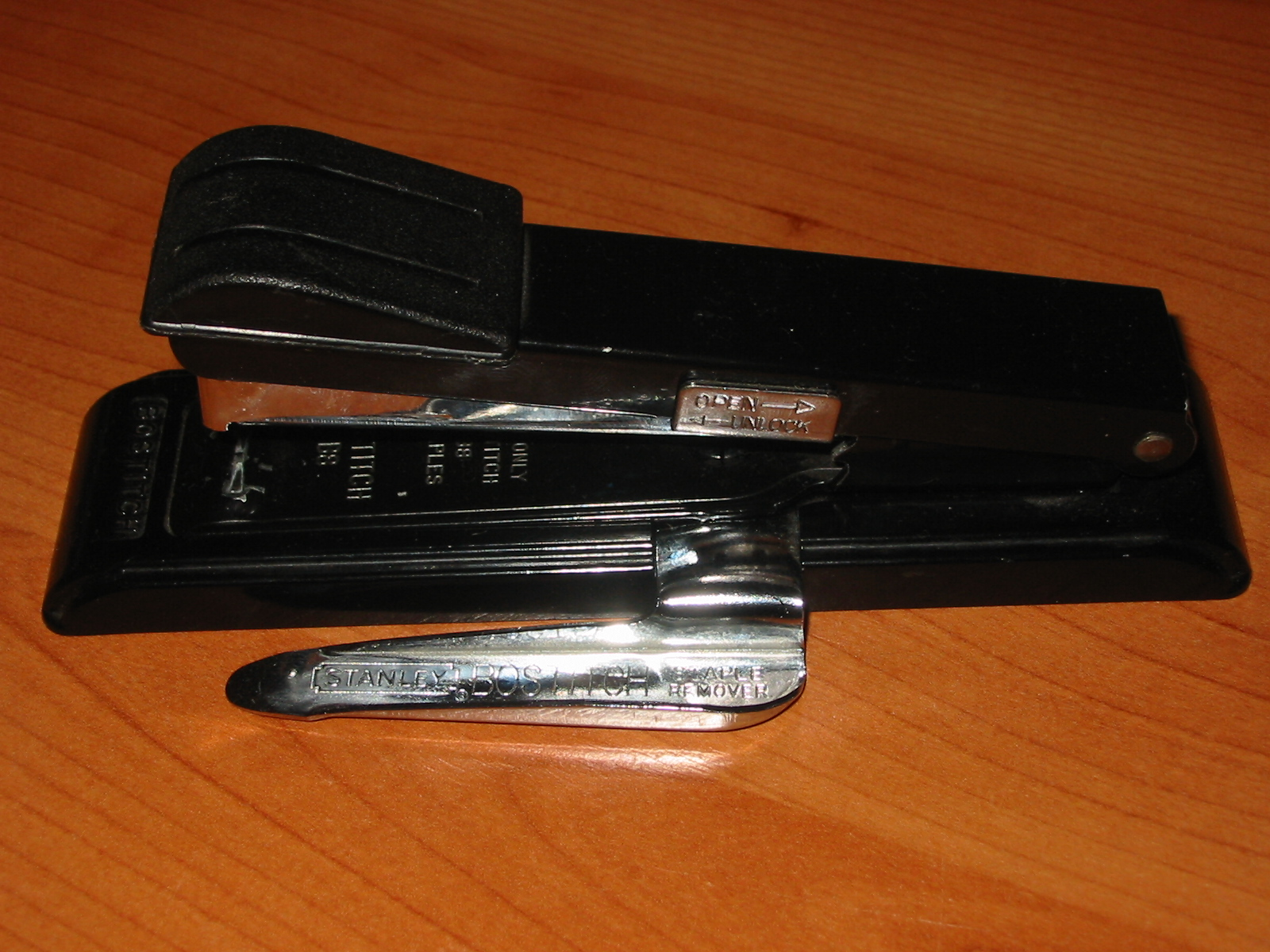
De geïntegreerde ontnieter is het glimmende metaal onderaan

Een ontnieter (ook wel nietjesverwijderaar of denieteur genoemd) is een klein apparaatje dat bedoeld is om snel en zonder schade nietjes te verwijderen. Hoewel nietjes in principe makkelijk te verwijderen zijn kunnen ze ook voor schade aan fragiel papier zorgen. Voor kleine nietjes gebruikt men daarom dus een ontnieter, die bestaat uit vier tegen over elkaar zittende wiggetjes, die aan elkaar vast zitten bij een draaipunt.
Om een nietje te ontnieten moeten vanaf de bovenkant (dus niet bij de haakjes) de punten van de ontnieter onder het nietje geduwd worden. Wanneer dan het tangetje dichtgeknepen wordt, buigen de uiteinden van het nietje terug en wordt het nietje eenvoudig uit het papier getrokken. De tang gaat daarna door een veertje weer automatisch open; dit vergroot het gebruikersgemak. (Zie het filmpje hiernaast.)
Het nadeel van deze methode is dat je het papier beschadigt, omdat je het nietje er als het ware doorheen trekt. Bij weinig papier verdient het daarom de voorkeur om de omgebogen pootjes van het nietje ieder apart recht te trekken. Dan beschadigt het papier niet of minder. 
Er zijn ook nietapparaten met een geïntegreerde ontnieter. Een soortgelijke ontnieter is vaak bevestigd op kopieerapparaten. Daaronder zit dan vaak een opvangbakje voor de verwijderde nietjes. Dergelijke opvangbakjes zijn meestal ook voorzien van een magneet, waar de oude nietjes dan netjes tegen blijven hangen, zodat er minder kans is dat ze in de machine terechtkomen.